# Keith Burkinshaw
Keith Burkinshaw (Higham, 23 de junho de 1935) é um ex-futebolista e treinador de futebol inglês. Como treinador, o maior sucesso de Burkinshaw foi vencer a Copa da UEFA da temporada 1983–84, com o Tottenham Hotspur. Ele é um dos treinadores mais bem-sucedidos do clube, ganhando três troféus como treinador do mesmo. Burkinshaw também treinou o Sporting CP, e conquistou a Supertaça Cândido de Oliveira de 1986–1987 com o clube.